# Regno dell'Afghanistan
Il Regno dell'Afghanistan (arabo المملكة أفغانستان) fu la denominazione assunta dallo Stato afghano dopo la ridenominazione del precedente Emirato dell'Afghanistan nel 1926, la quale venne mantenuta fino alla rivoluzione del 1973, eccetto la breve restaurazione dell'Emirato nel 1929.

## Geografia
Il Regno dell'Afghanistan confinava a ovest con l'Impero persiano, con l'Unione Sovietica a nord, con la Cina ad est e con il Pakistan e l'India a sud. La regione era perlopiù montuosa e secca e constava di una superficie totale di oltre 652.000 chilometri quadrati. Il suo ruolo di stato cuscinetto tra aree d'influenza di Russia e Regno Unito, condizionò anche la forma geografica dello stato.

## Storia

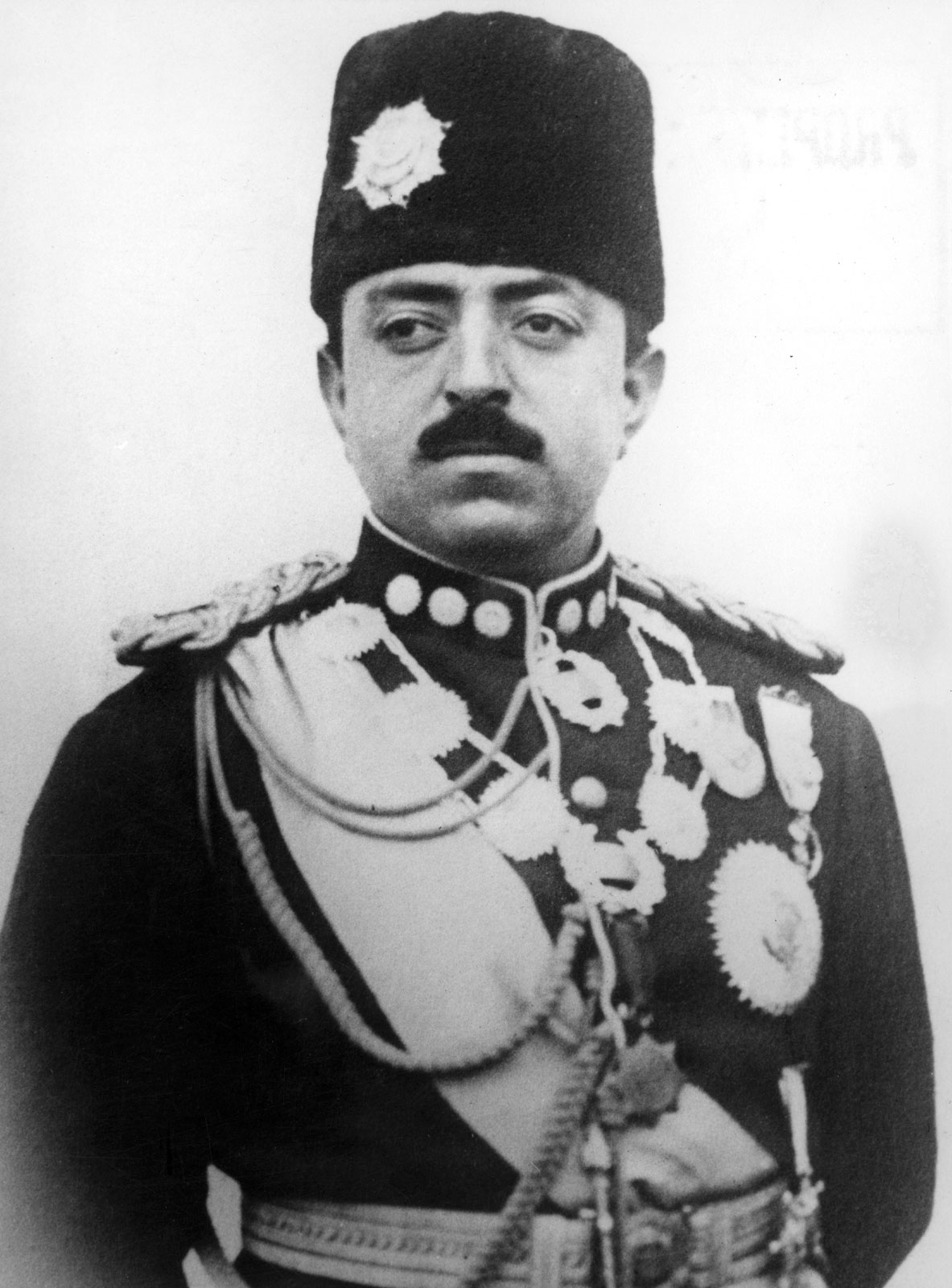
Amanullah Khan si proclamò sovrano dell'Afghanistan nel 1926, abbandonando il tradizionale titolo di emiro

Dopo l'indipendenza dall'Impero britannico nell'agosto 1919, l'emiro Amānullāh Khān ascese al trono dell'Emirato dell'Afghanistan.
Il Regno fu fondato formalmente nel 1926 da Amānullāh Khān che si proclamò re.
Durante il suo breve regno modificò la bandiera nazionale: nel 1928 infatti venne adottato per la prima volta il tricolore nazionale nero, rosso e verde, rappresentante rispettivamente il passato (la precedente bandiera nera), il sangue versato per l'indipendenza durante la terza guerra anglo-afghana e la speranza per il futuro, fu probabilmente il prodotto delle influenze avute da Khan in una sua visita all'Europa nel 1927. Il nuovo stemma mostrava il sole nascente sopra due montagne innevate e riportava un cerchio di grano e una stella gialla. Si pensa che lo stemma, simile a quello sovietico, fosse stato pensato per allearsi col potente vicino.
Nel gennaio del 1929 Habibullah Kalakānī, con l'aiuto di varie tribù ghilzai che si opponevano alla modernizzazione del Paese, depose re Amānullāh Khān, si proclamò emiro e ricostituì, seppur per breve tempo, l'Emirato dell'Afghanistan.
Il Regno dell'Afghanistan fu restaurato 9 mesi dopo da Mohammed Nadir Shah, dopo aver deposto Habibullah Kalakānī a seguito di una guerra civile. Dopo la morte di Nadir Khan, nel novembre 1933, suo figlio diciannovenne Mohammed Zahir Shah gli successe al trono. Fu durante il regno di Shah che il governo afghano stabilì rapporti con il mondo esterno, in particolare con l'Unione Sovietica, il Regno Unito e gli Stati Uniti d'America.
Durante la seconda guerra mondiale Zahir Shah dichiarò l'Afghanistan neutrale ed attuò una politica diplomatica di non allineamento. Il primo ministro dell'epoca, il futuro presidente della repubblica Mohammed Daud Khan, lavorò intensamente per lo sviluppo della moderna industria e dell'istruzione nel Paese.
Durante il regno di Zahir Shahl'Afghanistan visse uno dei periodi più lunghi di stabilità e rimase neutrale, non allineandosi con i blocchi di potere durante la guerra fredda. Nel 1964 una nuova costituzione trasformò l'Afghanistan in una moderna democrazia con libere elezioni, un parlamento, diritti civili, emancipazione per le donne e suffragio universale.
Mentre il re si trovava in Italia, il 17 luglio 1973 suo cugino ed ex primo ministro Mohammed Daoud Khan, con un colpo di Stato "senza sangue" lo depose e divenne presidente della Repubblica dell'Afghanistan.

## Demografia
Il paese era composto da diverse etnie e gruppi etnici tra cui i Pashtun, Tagichi, Hazara e Uzbechi.
La maggioranza degli afghani era musulmana, circa il 99%. Circa il 90% di questi erano sunniti, il resto sciiti.
Il Dari ed il Pashto erano le lingue ufficiali della nazione afghana. Molti afghani erano bilingue e potevano parlare entrambe le lingue.

## Economia
Come oggi, anche in passato l'economia dell'Afghanistan si basava perlopiù sull'agricoltura e sull'attività mineraria.
Gli Stati Uniti e l'Unione Sovietica investirono molto perché l'Afghanistan mantenesse un'economia "neutrale" e tentarono di ottenerne l'influenza durante la guerra fredda: gli americani firmarono un accordo commerciale col Regno d'Afghanistan nel 1951, i russi costruirono 100 km di tubature da Termez a Mazar-i Sharif a partire dal 1954. L'Afghanistan ricevette 18.500.000 di dollari dalla Export–Import Bank of the United States per l'acquisto di materiali, equipaggiamenti e servizi sul fiume Helmand.
Il paese disponeva un tempo come oggi di depositi minerari di talco, mica, argento, piombo, berillo, cromo, rame, lapislazzuli e ferro.

## Militaria
Il cugino di re Zahir Shah, Daoud Khan, siglò i primi accordi per forniture militari dall'estero per 3.000.000 di dollari con la Cecoslovacchia e un accordo da 32.500.000 di dollari con l'Unione Sovietica nel 1956. Gli afghani importarono dei carrarmati T-34 e dei jet MiG-17. Sino al 1973, un quarto o un terzo degli ufficiali afghani venivano istruiti in Unione Sovietica.